# Kaempferolo
Il kaempferolo è un flavonolo un tipo di flavonoide presente in una varietà di piante e alimenti di origine vegetale tra cui cavoli, fagioli, tè, spinaci e broccoli. A temperatura ambiente si presenta come un solido cristallino giallo. È leggermente solubile in acqua e altamente solubile in etanolo caldo, eteri e DMSO.
Prende il nome dal naturalista tedesco del XVII secolo Engelbert Kaempfer.

## Presenza in natura
Il kaempferolo è un metabolita secondario presente in molte piante, alimenti di origine vegetale e medicine tradizionali. È considerato amaro.

### Nelle piante e negli alimenti
Kaempferol è comune in Pteridophyta, Pinophyta e Angiospermae. All'interno di Pteridophyta e Pinophyta, il kaempferolo è stato trovato in diverse famiglie. Il kaempferolo è stato identificato anche in dicotiledoni e monocotiledoni di angiosperme. L'assunzione media totale di flavonoli e flavoni in una dieta normale è stimata in 23 mg/die, a cui il kaempferolo contribuisce per circa il 17%. Gli alimenti comuni che contengono kaempferolo includono: mele, uva, pomodori, tè verde, patate, cipolle, broccoli, cavoletti di Bruxelles, zucca, cetrioli, lattuga, fagiolini, pesche, more, lamponi, e spinaci. Le piante che sono note per contenere kaempferolo includono Aloe vera, Coccinia grandis, Cuscuta chinensis, Euphorbia pekinensis, Glycine max, Hypericum perforatum, Pinus sylvestris, Moringa oleifera, Rosmarinus officinalis, Sambucus nigra, e Toona sinensis, e Ilex. È presente anche nell'indivia.

## Biosintesi
La biosintesi del kaempferolo avviene in quattro fasi principali:
- La fenilalanina viene convertita in 4-cumaril-CoA
- Il 4-cumaroil-CoA si combina con tre molecole di malonil-coA per formare il naringenincalcone (tetraidrossiciclone) attraverso l'azione dell'enzima calcone sintasi
- Il naringenincalcone viene convertito in naringenina e quindi viene aggiunto un gruppo ossidrilico per formare diidrokaempferolo
- Il diidrokaempferolo ha un doppio legame introdotto in esso per formare il kaempferolo

L'aminoacido fenilalanina è formato dalla via dello shikimato, che è la via che le piante usano per produrre amminoacidi aromatici. Questo percorso si trova nel plastide vegetale ed è l'inizio alla biosintesi dei fenilpropanoidi.
La via del fenilpropanoide è la via che converte la fenilalanina in tetraidrossiciclone. I flavonoli, incluso il kaempferolo, sono prodotti di questo percorso.